# Pierre de la Fée

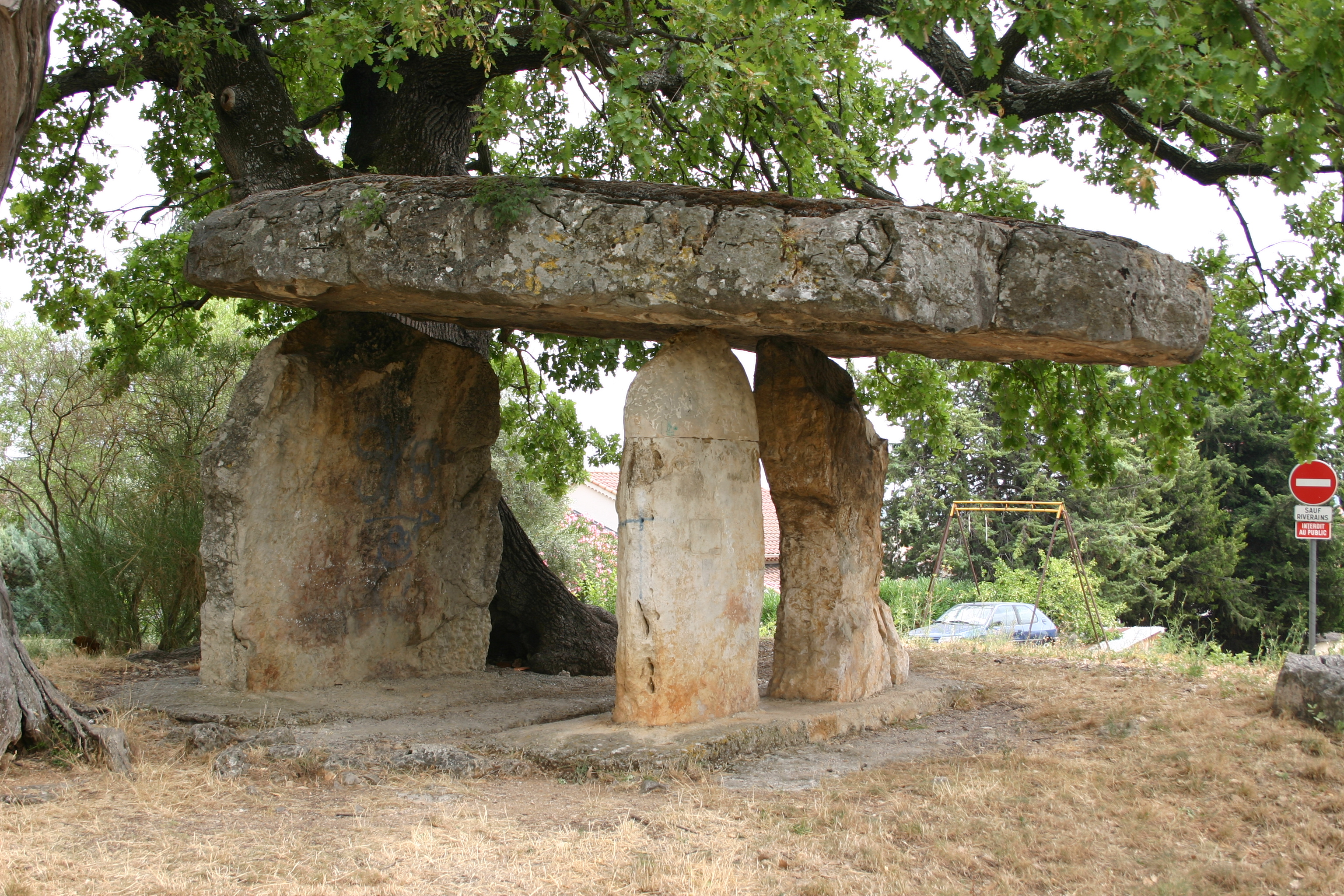
Pierre de La Fee

Der Dolmen Pierre de la Fée (auch Pierre aux Fées) liegt in Draguignan, in der Avenue de Montferrat, nahe der D955 (Straße) im Département Var der Region Provence-Alpes-Côte d’Azur in Südfrankreich. Er ist seit 1889 als Monument historique eingestuft. Dolmen ist in Frankreich der Oberbegriff für Megalithanlagen aller Art (siehe: Französische Nomenklatur).

## Beschreibung
Der Dolmen besteht aus einer über 20 Tonnen wiegenden Deckenplatte, die auf drei etwa 2,2 m hohen Tragsteinen liegt. Die Deckenplatte misst in der Länge etwa fünf Meter. Der Dolmen enthielt die Knochen von mehreren Personen und Beigaben aus Feuerstein sowie Schmuck aus Knochen und Stein.
Der aus dem späten Neolithikum stammende Dolmen soll noch in keltischen Fruchtbarkeitsriten eine Rolle gespielt haben. Einer Sage zur Folge soll ihn eine Fee erschaffen haben, um ein Liebespaar vor Sturm und Regen zu schützen.